# 星菫派
星菫派（せいきんは）は、星やすみれに託して、恋愛や甘い感傷を詩歌にうたったロマン主義文学者のこと（あるいは一般的に、そのような感傷的作品しか作れない詩人を揶揄する際にも用いられる）。1900年代初頭、与謝野鉄幹・晶子夫妻を中心とする雑誌『明星』によって活躍した人たちを指す。
第二次世界大戦のあと、戦時中の若手文学者に対して、加藤周一は「新しき星菫派について」（中村真一郎・福永武彦との共著『1946・文学的考察』に収録）という文章を書いて批判したために、論争が起きた。